# Bambin Gesù delle mani

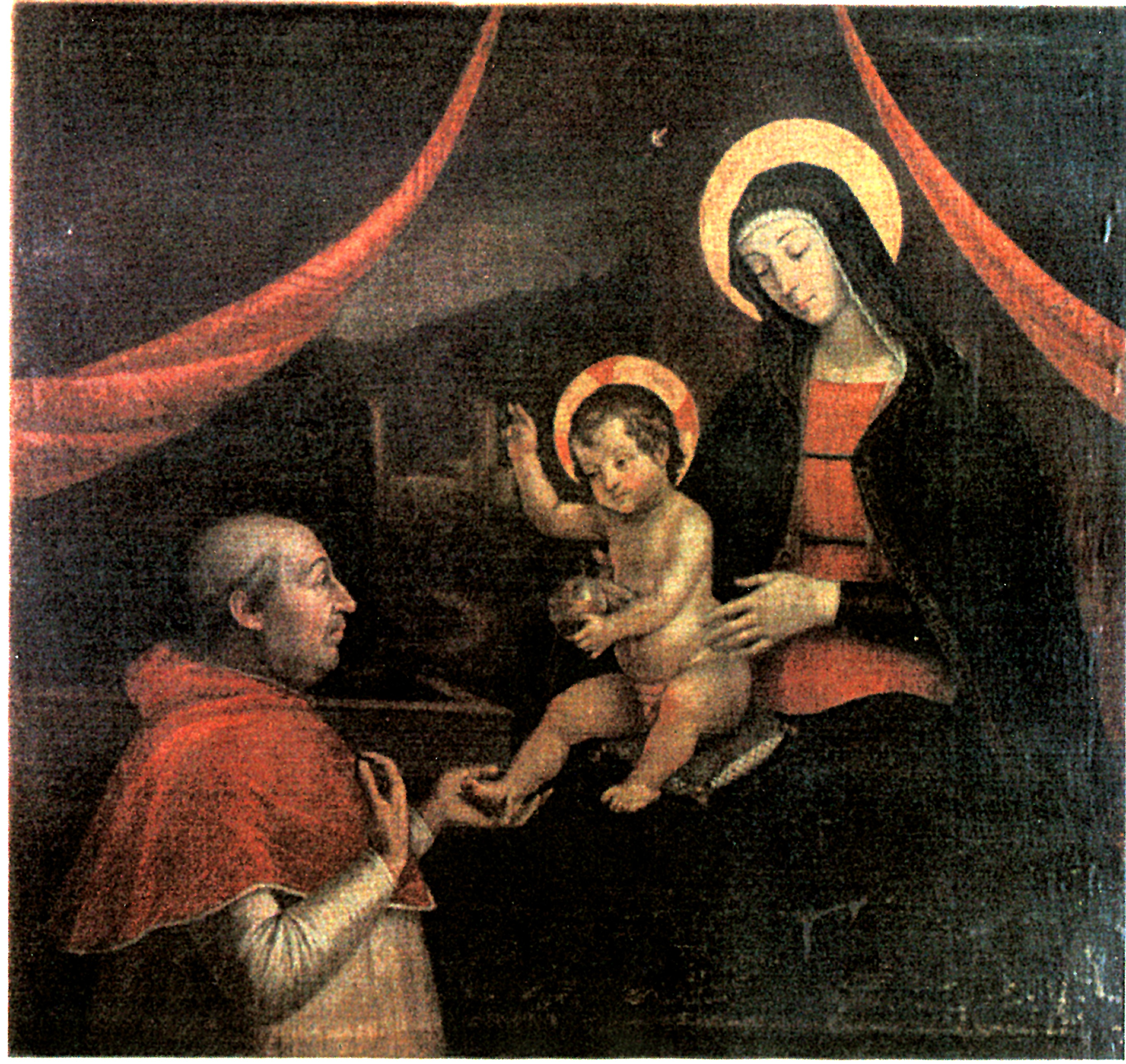
La copia antica di Pietro Facchetti

Il Bambin Gesù delle mani è un affresco frammentario staccato a massello (48,5x33,5 cm) di Pinturicchio, databile al 1492 circa e conservato nella Fondazione Guglielmo Giordano di Perugia. È associato a un frammento di Testa di Maria in collezione privata.

## Storia
L'opera, rimasta ignota per quasi cinquecento anni, venne scoperta in una collezione privata e in seguito acquistata dalla fondazione che ne cura la diffusione e la conoscenza. Studi ne hanno ricostruito la singolare storia: faceva parte della decorazione dell'appartamento Borgia in Vaticano, dove pare che decorasse la camera di Alessandro VI. Era stato commissionato dallo stesso papa contemporaneamente agli affreschi nel resto degli appartamenti. L'opera venne vista da numerosi storici e artisti, compreso Vasari, e ne fu tratta anche una copia dal pittore mantovano Pietro Facchetti, ma in seguito se ne persero le tracce. Venne infatti smurato e probabilmente nella maggior parte distrutto a causa di quella sorta di damnatio memoriae che i successori di Alessandro VI, in particolare Giulio II, riservarono alla figura del papa, che era ritratto al cospetto della Vergine, inginocchiato mentre accarezzava un piedino del Bambino (la mano è infatti ancora oggi visibile nel frammento superstite). Tale gesto era sicuramente inconsueto, ma era soprattutto l'effigie di Maria a destare scandalo, essendovi ritratta l'amante del papa, Giulia Farnese. Non è escluso quindi che il Bambino ritraesse uno dei figli del Borgia.
La prima menzione in epoca moderna del frammento risale al 1912 quando il Ricci lo segnalò nelle collezioni di Palazzo Chigi al Corso assieme a una Madonna simile per stile, tecnica e dimensioni. Nel 1923 lo ricordò lo Gnoli, nel 1933 van Marle, nel 1947 Incisa della Rocchetta, nel 1981 Strinati, nel 1989 Todini, nel 1998 Nucciarelli, nel 1999 Acidini e Gualdi, nel 2003 Scarpellini e Silvestrelli Nel 2004 Nucciarelli avvistò il Bambin Gesù delle mani nel circuito antiquario e ne diede notizia il 18 luglio sulle pagine de il Giornale dell'Umbria.
La critica in un primo momento si è dimostrata prudente, facendo varie ipotesi di provenienza (il chiostro della basilica di Santa Maria del Popolo, o un'Adorazione dei Magi). Fu Gualdi a notare per primo la vicinanza stilistica dei due frammenti con gli affreschi dell'Appartamento Borgia. Successive ricerche di Incisa della Rocchetta scoprirono una menzione dei due frammenti nelle collezioni del cardinale Flavio Chigi fin dal 1693, con l'attribuzione al Perugino; inoltre emerse che le scritte sul bordo del manto della Madonna avevano attratto l'attenzione di Alessandro VII (Fabio Chigi), zio del cardinal Flavio. A quel punto si fece il collegamento con la composizione descritta da Vasari, nonché da altre fonti cinquecentesche e secentesche, come sovrapporta d'una stanza degli Appartamenti Borgia.
Il secondo frammento, parte principale dell'opera del Pinturicchio che decorava l'appartamento Borgia, la Madonna, ritenuto scomparso, è stata segnalato in anni recenti in possesso e nelle disponibilità di una famiglia romano-svizzera, imparentata con i Chigi.

## Descrizione e stile
Per rispetto verso l'immagine sacra rappresentata venne probabilmente conservato, staccandolo a massello dalla parete (l'unica tecnica di strappo allora conosciuta, di per sé molto rischiosa) e inserendolo in una cornice dalla forma rettangolare. Attorno al paffuto Bambino, che benedice guardando verso il papa ed è raffigurato come un piccolo monarca con tanto di globo dorato, si vedono ancora le mani del papa e della Madonna, da cui il titolo evocativo Bambin Gesù delle mani.
L'incarnato chiaro, quasi alabastrino, la ricchezza e preziosità dei dettagli, come nell'aureola con rilievi a pastiglia, ne fanno un'opera tipica del Pinturicchio, curata come una miniatura. Si intravede un brano di sfondo, con montagne e un castello, un lago e alberi carichi di frutta, dove lumeggiature dorate rischiarano il fogliame, come l'artista usò spesso ispirandosi agli affreschi della Cappella Sistina dove molto probabilmente aveva collaborato a fianco di Perugino.
Molto aggraziata è la resa anatomica del bambino, con un'attenzione alla linea di contorno elegante e tocchi rosei che rendono vive le carni. Molto fini sono dettagli come le ciocche dell'acconciatura, i piedini in posizione diversa, l'espressività del volto, che confermano l'autografia del piccolo frammento.